# Meineckia paxii
Meineckia paxii är en emblikaväxtart som beskrevs av Jean F.Brunel. Meineckia paxii ingår i släktet Meineckia och familjen emblikaväxter. Inga underarter finns listade i Catalogue of Life.